# 後閑車站
后闲站（日语：／ Gokan Eki */?），是位于群马县利根郡水上町的東日本旅客鐵道（JR東日本）鐵路車站。

## 车站构造

### 月台配置
| 月台 | 路線    | 方向 | 目的地           |
| ---- | ------- | ---- | ---------------- |
| 1    | ■上越線 | 下行 | 水上方向         |
| 3    | ■上越線 | 上行 | 新前橋、高崎方向 |

（來源：JR東日本:車站構內圖 （页面存档备份，存于））

## 历史
- 1926年11月20日：上越南线从沼田站延伸至本站，开业。[1][2]。
- 1928年10月30日：上越南线从本站延伸到水上站[3]。
- 1931年9月1日：水上站到越后汤泽站开通，至此高崎站到宫内站全线开通，改称上越线[4]。
- 1961年9月：站房改建。
- 1987年4月1日：由于国铁分割民营化、成为东日本旅客铁道的车站。
- 2009年3月14日：开始可以使用Suica。
- 2018年：

- 4月19日：本日起绿窗口营业终止。
- 4月20日：本日起改为终日无人站。

## 使用情況
根據JR東日本，2000年度 - 2017年度1日平均上車人次推移如下表。
| 上車人次推移       | 上車人次推移     | 上車人次推移    |
| 年度               | 1日平均 上車人次 | 來源            |
| ------------------ | ---------------- | --------------- |
| 2000年（平成12年） | 1,328            | [ 利用客数 1 ]  |
| 2001年（平成13年） | 1,243            | [ 利用客数 2 ]  |
| 2002年（平成14年） | 1,138            | [ 利用客数 3 ]  |
| 2003年（平成15年） | 1,099            | [ 利用客数 4 ]  |
| 2004年（平成16年） | 1,049            | [ 利用客数 5 ]  |
| 2005年（平成17年） | 1,053            | [ 利用客数 6 ]  |
| 2006年（平成18年） | 1,054            | [ 利用客数 7 ]  |
| 2007年（平成19年） | 1,025            | [ 利用客数 8 ]  |
| 2008年（平成20年） | 1,017            | [ 利用客数 9 ]  |
| 2009年（平成21年） | 993              | [ 利用客数 10 ] |
| 2010年（平成22年） | 965              | [ 利用客数 11 ] |
| 2011年（平成23年） | 913              | [ 利用客数 12 ] |
| 2012年（平成24年） | 913              | [ 利用客数 13 ] |
| 2013年（平成25年） | 930              | [ 利用客数 14 ] |
| 2014年（平成26年） | 861              | [ 利用客数 15 ] |
| 2015年（平成27年） | 846              | [ 利用客数 16 ] |
| 2016年（平成28年） | 812              | [ 利用客数 17 ] |
| 2017年（平成29年） | 785              | [ 利用客数 18 ] |

## 相鄰車站
東日本旅客鐵道
■上越線
沼田－後閑－上牧

### 使用情況
1. ↑  . 東日本旅客鉄道.   [2019-04-11]. （原始内容存档于2019-03-27）.
2. ↑  . 東日本旅客鉄道.   [2019-04-11]. （原始内容存档于2019-03-27）.
3. ↑  . 東日本旅客鉄道.   [2019-04-11]. （原始内容存档于2019-03-27）.
4. ↑  . 東日本旅客鉄道.   [2019-04-11]. （原始内容存档于2019-03-27）.
5. ↑  . 東日本旅客鉄道.   [2019-04-11]. （原始内容存档于2019-03-27）.
6. ↑  . 東日本旅客鉄道.   [2019-04-11]. （原始内容存档于2019-03-27）.
7. ↑  . 東日本旅客鉄道.   [2019-04-11]. （原始内容存档于2019-03-27）.
8. ↑  . 東日本旅客鉄道.   [2019-04-11]. （原始内容存档于2019-04-02）.
9. ↑  . 東日本旅客鉄道.   [2019-04-11]. （原始内容存档于2019-03-27）.
10. ↑  . 東日本旅客鉄道.   [2019-04-11]. （原始内容存档于2019-03-27）.
11. ↑  . 東日本旅客鉄道.   [2019-04-11]. （原始内容存档于2019-03-27）.
12. ↑  . 東日本旅客鉄道.   [2019-04-11]. （原始内容存档于2019-03-27）.
13. ↑  . 東日本旅客鉄道.   [2019-04-11]. （原始内容存档于2019-03-27）.
14. ↑  . 東日本旅客鉄道.   [2019-04-11]. （原始内容存档于2016-04-04）.
15. ↑  . 東日本旅客鉄道.   [2019-04-11]. （原始内容存档于2019-03-27）.
16. ↑  . 東日本旅客鉄道.   [2019-04-11]. （原始内容存档于2019-03-23）.
17. ↑  . 東日本旅客鉄道.   [2019-04-11]. （原始内容存档于2019-03-27）.
18. ↑  . 東日本旅客鉄道.   [2019-04-11]. （原始内容存档于2019-03-25）.

## 外部連結
- 車站資訊（後閑）：東日本旅客鐵道